# Быков, Геннадий Васильевич
Бы́ков Генна́дий Васи́льевич — советский и российский художник-ювелир, член Союза художников СССР, член Союз дизайнеров России, кавалер ордена Фаберже 3-й степени (образца 2001 г.), один из основоположников авангардного ювелирного искусства в СССР, глава семейной ювелирной фирмы.

## Биография
Родился в 1946 году в Нижнем Новгороде. В 1970 году окончил Высшее художественно-промышленное училище им. В. И. Мухиной (сейчас Санкт-Петербургская художественно-промышленная академия имени А. Л. Штиглица). С 1979 года член Союза художников СССР, с 2001 года член Союз дизайнеров России.
С 1975 года постоянный участник многочисленных российских и международных выставок ювелирного и эмальерного искусства (Ла-Корунья, Испания, Пфорихайм, Германия). Провел несколько персональных выставок (совместно с Натальей и Денисом Быковыми). Имеет награды и дипломы участника Международных выставок эмальерного искусства (1993, 1994).
Его работы представлены во Всероссийском музее декоративно-прикладного и народного искусства (Москва), Государственном историко-архитектурном, художественном и ландшафтном музее-заповеднике «Царицыно» (г. Москва), Оружейной Палате Кремля (Москва), Государственном Эрмитаже (Санкт-Петербург), Екатеринбургском Государственном музее изобразительных искусств, коллекции АК «АЛРОСА» и в частных коллекциях России, Германии, Испании, США.

## Семья
Женат на Быковой Натальи Абрамовне, которая так же является ювелиром, совместно с которой проводит выставки. Имеет сына Быкова Дениса Геннадьевича, так же художник-ювелир.

## Музеи и частные коллекции
1. Музей Государственный Эрмитаж, Санкт-Петербург:
  - Брошь «Нимфузория» (2001 год; золото жёлтое, сталь, бриллианты; 5,7х7,0 см, № Э-18105)
  - Брошь «Полигон» (2012 год; серебро, золочение; 5,5 х 5,5 см, № Э-18356)
  - Подвес из серии « Арт-Хаос» (2009 год; серебро, яшма, шунгит, каучук, хризалиты, аметисты, цитрин; 8,4 х 4,3 х 1,2 см, № Э-18360)
  - Брошь из серии «Прерии» (2002 год, серебро, палисандр, конский волос; 41 х 4,7 см, № Э-18107)[12].
2. Государственный историко-культурный музей-заповедник «Московский Кремль», «Оружейная палата», Москва:
  - Гарнитур «Анна» (перстень, серьги; 1980 год, серебро, пирит, мореный дуб)
  - Брошь «Бионика — 1» (2001 год, белое и жёлтое золото, бриллианты, синтетическая нить; 104 х 70 х 27 мм)
  - Брошь «Бионика — 2» (2001 год, белое и жёлтое золото, бриллианты, синтетическая нить; 137 х 120 х 18 мм)[12].
3. Государственный Историко-Архитектурный художественный музей-заповедник «Царицыно», Москва:
  - Гарнитур «Анна» (перстень, серьги; 1980 год, серебро, пирит, мореный дуб)
  - Гарнитур «Мария» (перстень, запонки; 1980 год, серебро, аметистовая щётка, мореный дуб)
  - Композиция «Камни и характеры» (5 предметов; 1982 год, металл, розовый кварц, кальцит, окаменелое дерево, морион)
  - Брошь «Старый город» (1994 год, серебро, медь; 2,5 х 3,2, 7,5 х 3,5)[12].
4. Всероссийский музей декоративно-прикладного и народного искусства, Москва.
  - Серия брошей «Реконструкция» (1988 год, мельхиор, медь, бронза, стекло; 0,5 х 5,5 х 0,6; 0,5 х 7,8 х 4,0; 0,5 х 6,2 х 5,7; 0,5 х 4,0 х 5,5; 0,5 х 7,6 х 4,0)
  - Серия брошей «Следы» (1989 год, серебро, синтетическая нить; 0,7 х 6,5 х 6,5; 0,8 х 7,0 х 5,0; 0,8 х 5,0 х 5,5)
  - Браслет из серии «Неолит» (1992 год, серебро, бивень мамонта, синтетическая нить; 2,8 х 19,3 х 6,3)
  - Композиция «записная книжка начинающего биллиардиста» (1988 год, эмаль, медь, латунь, бронза; 13,0 х 10,5 х 10,5; 13,0 х 10,5 х 10,5)
5. Художественный музей города, Екатеринбург:
  - Броши «Мотыльки времени» (1992 год, эмаль, латунь; 6,5 х 7,0 х 0,5; 6,5 х 7,3 х 0,5; 5,5 х 6,3 х 0,5)[12].

Работы так же находятся в частных собраниях России, Испании, Польши, Франции, США, Германии, Монако. В том числе в коллекции Княгини Монако Шарлен Линетт Уиттсток, Президента гонок «Формула 1» Бернарда «Берни» Экклстоуна.

## Основные выставки
- 1975—1980 гг. — Зональные выставки ленинградских художников, ЛОСХ, г. Ленинград
- 1981 г. — Персональная выставка (совместно с Н.Быковой) «Летний сад», г. Ленинград
- 1982 г. — III Квад декоративного искусства в ГДР, г. Эрфурт
- 1981—1985 гг. — Ежегодные экспериментальные выставки «Ювелирная пластика», голубая гостиная ЛОСХ, г. Ленинград
- 1983—1990 гг. — Ежегодные симпозиумы и выставки ювелирного и эмальерного искусства, Литва, г. Паланга
- 1985 г. — Всесоюзная художественная выставка, Манеж, г. Москва
- 1989—1994 гг. — Ежегодные выставки ювелирного и эмальерного искусства, музей ДПИ, г. Москва
- 1988 г. — Международная ювелирная выставка-симпозиум, Польша, г. Осетница
- 1990 г. — выставка ювелирного и эмальерного искусства, Франция, г. Лимож
- 1990 г. — выставка эмали в Испании, г. Ле-Корунья
- 1991 г. — выставка ювелирного искусства в США, г. Цинциннати, г. Сиэтл
- 1991 г. — выставка ювелирного искусства в Германии, г. Франкфурт, г. Фрайбург, г. Эрфурт, г. Гера, г. Зинсхайм.
- 1993 г. — выставка ювелирного искусства «Во славу Фаберже», музей Кшесинской, г. Санкт-Петербург
- 1994 г. — ювелирная выставка в Германии, г. Шпайер
- 1994 г. — Международная выставка современной эмали и ювелирного искусства «Петербург- Петергоф — Ярославль»
- 1995 г. — Международная выставка ювелирной эмали в Германии, г. Кобург
- 1995 г. — персональная выставка совместно с Н.Быковой и Д.Быковым, музей ДПИ, г. Москва
- 1996—1998 гг. — Ювелирная выставка «Образ и форма», Этнографический музей, г. Санкт-Петербург
- 1997 г. — «Связь времен», выставка петербургских художников, Манеж, г. Санкт-Петербург
- 1998 г. — выставка современного ювелирного искусства в Германии, г. Пфорцхайм
- 1998 г. — международная ювелирная выставка в Германии, г. Эрфурт
- 1999 г. — экспериментальная ювелирная выставка «Зверский авангард», городской зоопарк, при участии Государственного Эрмитажа и фонда культуры, г. Санкт-Петербург[13]
- 2000 г. — «Петербургские ювелиры конца XX века», Государственный Эрмитаж, г. Санкт-Петербург
- 2000 г. — «Juniwex — 2000», ЦВЗ Манеж, г. Санкт-Петербург
- 2000 г. — «Российское ювелирное искусство конца XX века»[14]
- 2001 г. — «Бриллиант в русском авангарде», Музей Кремля «Оружейная палата», г. Москва
- 2002 г. — «Ювелирный авангард, истоки параллели», Государственный Эрмитаж, г. Санкт-Петербург
- 2006 г. — участие в конкурсе АК «АЛРОСА» на лучшее ювелирное изделие с бриллиантами, ЦВЗ Манеж, г. Москва
- 2008 г. — «Стекло и ювелирное искусство», Елагинский музей, г. Санкт-Петербург
- 2008 г. — Выставка к 75летию Санкт-Петербурга «75 лет традиций и новаторства», Манеж, г. Санкт-Петербург
- 2010 г. — выставка Союза художников, залы ЛОСХ, г. Санкт-Петербург
- 2012 г. — Всероссийский конкурс ювелирного искусства, г. Калининград[1]
- 2011—2012 гг. — Выставка в Монако[11]
- 2014 г. — выставка в Государственном Эрмитаже, г. Санкт-Петербург[10]

## Награды
- Дипломы международных выставок 1989—1994 гг., Музей ДПИ, г. Москва.
- Дипломом победителя V Всероссийского конкурса ювелиров на приз «культурной столицы России»
- «Признание Петербурга» — I место в номинации украшение из серебра — 2000 г.
- Дипломом I степени на VII международной ювелирной выставке «JUNWEX-99»
- Дипломом «За лучший дизайн» II ежегодного конкурса ювелирного искусства на приз Гохрана России — 2000 год.
- Дипломом конкурса АК «АЛРОСА» за лучшее ювелирное изделие с бриллиантами (совместно с Н. Быковой) — 2006 год[15].
- Специальный Дипломом Всероссийского конкурса ювелирного искусства в Калининграде «За вклад в развитие авторского ювелирного искусства России» (2012 год)[16].